# Pyrausta ilithucialis
Pyrausta ilithucialis là một loài bướm đêm trong họ Crambidae.